# مولودية ميسور
مَوْلُودِيَّةُ ميسور هو نادٍ مغربيٌّ لكرةِ القدمِ أُسِّسَ في عامِ 1986 مـ ومقرُّه مدينةُ ميسور.